# District hospitalier de Pirkanmaa
Le District hospitalier de Pirkanmaa (finnois : Pirkanmaan sairaanhoitopiiri, sigle PSHP) est un district hospitalier de la région du Pirkanmaa,.

## Présentation
Le district hospitalier de Pirkanmaa offre ses services de santé à environ 900 000 habitants.
Chaque année, il assure les soins à près de 210 000 patients. 
Le district emploie près de 9 000 professionnels de santé.
Les hôpitaux du district disposent de 1 142 lits.

## Municipalités membres
La liste des municipalités membres de PSHP est:
- Akaa
- Hämeenkyrö
- Ikaalinen
- Juupajoki
- Jämsä
- Kangasala
- Kihniö
- Kuhmoinen
- Lempäälä
- Mänttä-Vilppula
- Nokia
- Orivesi
- Parkano
- Pirkkala
- Pälkäne
- Ruovesi
- Sastamala
- Tampere
- Urjala
- Valkeakoski
- Vesilahti
- Virrat
- Ylöjärvi

## Hôpitaux
Les établissements hospitaliers de PSHP sont les établissements de Tays,:
- Tays Hôpital central universitaire, Tampere
- Tays Hôpital de Hatanpää, Tampere
- Tays Hôpital de Sastamala, Sastamala
- Tays Hôpital de Valkeakoski, Valkeakoski
- Tays Hôpital de Pitkäniemi, Nokia
- Tays Hôpital de cardiologie, Tampere[3],